# The Chronological Classics: Count Basie and His Orchestra 1938-1939
| Recensione | Giudizio |
| ---------- | -------- |
| AllMusic   | [ 1 ]    |

The Chronological Classics: Count Basie and His Orchestra 1938-1939 è una raccolta su CD del caporchestra e pianista jazz statunitense Count Basie, pubblicato dall'etichetta discografica francese Classics Records nel 1990.

## Tracce
1. Blues in the Dark – 3:00 (Count Basie) – Registrato il 3 gennaio 1938 a New York
2. Sent for You Yesterday – 2:52 (Count Basie) – Registrato il 16 febbraio 1938 a New York
3. Every Tub – 3:14 (Count Basie) – Registrato il 16 febbraio 1938 a New York
4. Now Will You Be Good? – 2:50 (Arthur Terker, Harry Jentes, Harry Pease) – Registrato il 16 febbraio 1938 a New York
5. Swinging the Blues – 2:42 (Count Basie) – Registrato il 16 febbraio 1938 a New York
6. Mama Don't Want No Peas an' Rice an' Cocoanut Oil – 2:53 (Louis Wolfe Gilbert, Charles Lofthouse) – Registrato il 6 giugno 1938 a New York
7. Blue and Sentimental – 3:07 (Mack David, Jerry Livingstone, Count Basie) – Registrato il 6 giugno 1938 a New York
8. Doggin' Around – 2:57 (Herschel Evans) – Registrato il 6 giugno 1938 a New York
9. Stop Beatin' Around the Mulberry Bush – 3:13 (Clay Boland, Bickley S. Reichner) – Registrato il 22 agosto 1938 a New York
10. London Bridge Is Fallin' Down – 2:58 (Tot Seymour, Ira Schuster, Abel Baer) – Registrato il 22 agosto 1938 a New York
11. Texas Shuffle – 3:01 (Herschel Evans) – Registrato il 22 agosto 1938 a New York
12. Jumpin' at the Woodside – 3:01 (Count Basie) – Registrato il 22 agosto 1938 a New York
13. How Long, How Long Blues – 2:52 (Leroy Carr) – Registrato il 9 novembre 1938 a New York
14. The Dirty Dozen – 3:02 (Rufus George Perryman) – Registrato il 9 novembre 1938 a New York
15. Hey Lawdy Mama – 2:45 (Amos Easton) – Registrato il 9 novembre 1938 a New York
16. The Fives – 2:46 (Richard M. Jones, Jay Mayo Williams) – Registrato il 9 novembre 1938 a New York
17. Boogie Woogie – 3:01 (Pinetop Smith) – Registrato il 9 novembre 1938 a New York
18. Dark Rupture – 2:42 (Manny Kurtz, Benny Goodman, Edgar Sampson) – Registrato il 16 novembre 1938 a New York
19. Shorty George – 2:43 (Count Basie) – Registrato il 16 novembre 1938 a New York
20. The Blues I Like to Hear – 3:14 (Buster Smith) – Registrato il 16 novembre 1938 a New York
21. Do You Wanna Jump Children – 2:42 (Al Donahue, James Van Heusen, Willie Bryant, Victor Seisman) – Registrato il 16 novembre 1938 a New York
22. Panassie Stomp – 2:45 (Count Basie) – Registrato il 16 novembre 1938 a New York
23. My Heart Belongs to Daddy – 2:57 (Cole Porter) – Registrato il 5 gennaio 1939 a New York
24. Sing for Your Supper – 2:44 (Lorenz Hart, Richard Rodgers) – Registrato il 5 gennaio 1939 a New York
25. Oh! Red – 2:53 (Charlie McCoy, Joe McCoy) – Registrato il 26 gennaio 1939 a New York

## Musicisti
Blues in the Dark

Count Basie and His Orchestra
- Count Basie - pianoforte, direttore orchestra
- Jimmy Rushing - voce
- Buck Clayton - tromba
- Ed Lewis - tromba
- Karl George - tromba
- Eddie Durham - trombone, chitarra, arrangiamento
- Benny Morton - trombone
- Dan Minor - trombone
- Earl Warren - sassofono alto
- Jack Washington - sassofono alto, sassofono baritono
- Herschel Evans - clarinetto, sassofono tenore, arrangiamento
- Lester Young - clarinetto, sassofono tenore
- Freddy (Freddie) Green - chitarra
- Walter Page - contrabbasso
- Joe Jones - batteria

Sent for You Yesterday / Every Tub / Now Will You Be Good? / Swinging the Blues / Mama Don't Want No Peas an' Rice an' Cocoanut Oil / Blue and Sentimental / 'Doggin' Around

Count Basie and His Orchestra
- Count Basie - pianoforte, direttore orchestra
- Jimmy Rushing - voce (brani: Sent for You Yesterday, Now Will You Be Good e Mama Don't Want No Peas an' Rice an' Cocoanut Oil)
- Buck Clayton - tromba
- Ed Lewis - tromba
- Harry Edison - tromba
- Eddie Durham - trombone, chitarra
- Eddie Durham - arrangiamento (brano: Swinging the Blues)
- Benny Morton - trombone
- Dan Minor - trombone
- Earl Warren - sassofono alto
- Jack Washington - sassofono alto, sassofono baritono
- Herschel Evans - clarinetto, sassofono tenore
- Herschel Evans - arrangiamento (brano: Doggin' Around)
- Lester Young - clarinetto, sassofono tenore
- Freddy (Freddie) Green - chitarra
- Walter Page - contrabbasso
- Joe Jones - batteria

Stop Beatin' Around the Mulberry Bush / London Bridge Is Fallin' Down / Texas Shuffle / Jumpin' at the Woodside

Count Basie and His Orchestra
- Count Basie - pianoforte, direttore orchestra
- Jimmy Rushing - voce (brani: Stop Beatin' Around the Mulberry Bush e London Bridge Is Fallin' Down)
- Buck Clayton - tromba
- Ed Lewis - tromba
- Harry Edison - tromba
- Dicky Wells - trombone
- Benny Morton - trombone
- Dan Minor - trombone
- Earl Warren - sassofono alto
- Jack Washington - sassofono alto, sassofono baritono
- Herschel Evans - clarinetto, sassofono tenore
- Herschel Evans - arrangiamento (brano: Texas Shuffle)
- Lester Young - clarinetto, sassofono tenore
- Freddy (Freddie) Green - chitarra
- Walter Page - contrabbasso
- Joe Jones - batteria

How Long, How Long Blues / The Dirty Dozen / Hey Lawdy Mama / The Fives /  Boogie Woogie
- Count Basie - pianoforte
- Freddy (Freddie) Green - chitarra
- Walter Page - contrabbasso
- Joe Jones - batteria

Dark Rupture / Shorty George / The Blues I Like to Hear / The Blues I Like to Hear / Do You Wanna Jump Children? / Panassie Stomp

Count Basie and His Orchestra
- Count Basie - pianoforte, direttore orchestra
- Jimmy Rushing - voce (brani: The Blues I Like to Hear e Do You Wanna Jump Children?)
- Helen Humes - voce (brano: Dark Rapture)
- Buck Clayton - tromba
- Ed Lewis - tromba
- Harry Edison - tromba
- Dicky Wells - trombone
- Benny Morton - trombone
- Dan Minor - trombone
- Earl Warren - sassofono alto
- Jack Washington - sassofono alto, sassofono baritono
- Herschel Evans - clarinetto, sassofono tenore
- Lester Young - clarinetto, sassofono tenore
- Freddy (Freddie) Green - chitarra
- Walter Page - contrabbasso
- Joe Jones - batteria
- Jimmy Mundy - arrangiamento (brano: Shorty George)
- Andy Gibson - arrangiamento (branO. Shorty George)
- Buster Smith - arrangiamento (brano: The Blues I Like to Hear)

My Heart Belongs to Daddy / Sing for Your Supper

Count Basie and His Orchestra
- Count Basie - pianoforte, direttore orchestra
- Helen Humes - voce
- Buck Clayton - tromba
- Ed Lewis - tromba
- Harry Edison - tromba
- Lester Shad Collins - tromba
- Dicky Wells - trombone
- Benny Morton - trombone
- Dan Minor - trombone
- Earl Warren - sassofono alto
- Jack Washington - sassofono alto, sassofono baritono
- Herschel Evans - clarinetto, sassofono tenore
- Lester Young - clarinetto, sassofono tenore
- Freddy (Freddie) Green - chitarra
- Walter Page - contrabbasso
- Joe Jones - batteria

Oh! Red
- Count Basie - pianoforte
- Freddy (Freddie) Green - chitarra
- Walter Page - contrabbasso
- Joe Jones - batteria